# Phobia (2013)
Phobia, também conhecido pelo seu título original Alone, é um filme de terror e suspense produzido nos Estados Unidos, dirigido por Rory Douglas Abel e lançado em 2013.